# Virginia Slims of California 1985
Virginia Slims of California 1985 - жіночий тенісний турнір, що проходив на закритих кортах з килимовим покриттям в Окленді (США). Проходив у рамках Світової чемпіонської серії Вірджинії Слімс 1984 і тривав з 18 до 24 лютого 1985 року. Шоста сіяна Гана Мандлікова здобула титул в одиночному розряді.

## Фінальна частина

### Одиночний розряд
Гана Мандлікова —  Кріс Еверт-Ллойд 6–2, 6–4

### Парний розряд
Гана Мандлікова /  Венді Тернбулл —  Розалін Феербенк /  Кенді Рейнолдс 4–6, 7–5 6–1

## Нотатки
1. ↑  Світова чемпіонська серія Вірджинії Слімс 1984 тривала від березня 1984 року до березня 1985-го.[1]